# 境誠一
境 誠一（さかい せいいち）は日本の編集技師。日本映画学校講師。諏訪三千男、谷口登司夫に師事する。

## 主な作品

### 映画
- 『午後2時からのサヨナラ』（1976年）
- 『祭りがはじまる時』（1976年）
- 『神の堕ちてきた日』（1979年）
- 『3-4X10月』（助手・1990年）
- 『北緯15゜のデュオ』（1991年）
- 『RAMPO』（助手・1994年）
- 『クルタ 夢大陸の子犬』（助手・1995年）
- 『バブルと寝た女たち』（1998年）
- 『縄文うるしの世界 青森県三内丸山遺跡'98』（1998年）
- 『安藤組外伝 掟』（2000年）
- 『アイ・ラヴ・フレンズ』（2001年）
- 『アイ・ラヴ・ピース』（2003年）